# Chorizanthe fimbriata
Chorizanthe fimbriata (fringed spineflower en inglés) es una planta anual de la familia Polygonaceae, los alforfones. Es un miembro del género Chorizanthe, los spineflowers, y es nativo del sur de California y del norte de Baja California.

## Distribución
Chorizanthe fimbriata es una especie endémica de la Sierra de San Jacinto (California) y las Gamas Peninsulares en el sur de California y Baja California, abajo de los 1,600 metros (5,200 ft).   Está encontrado en salvia costera y montane chaparral y hábitats de bosques.

## Descripción
Chorizanthe fimbriata es  una  planta de menos de 10–50 centímetros (3.9–19.7 en), y extendiendo 1–3.5 metros (3.3–11.5 ft) en diámetro. Tiene flores pequeñas moradas rojizas con cinco lóbulos en forma de  estrella con tubos amarillos.
Variedades
Hay dos variedades:
Chorizanthe fimbriata var. fimbriata
Chorizanthe fimbriata var. laciniata